# إدغار راميرز
إدغار راميرز (بالإسبانية: Édgar Ramírez) ممثل فنزويلي من مواليد 25 مارس 1977 مثل في عدة أفلام هوليوودية من أبرزها إنذار بورن عام 2007، و راث أوف ذا تايتنز عام 2012 وفيلم جوي عام 2015. حصل عام 2010 على جائزة سيزار لأفضل ممثل صاعد. وترشيحات جائزة الإيمي برايم تايم وجوائز الغولدن غلوب عن فئة أفضل ممثل.

## مواقع خارجية
- إدغار راميرز على موقع IMDb (الإنجليزية)
- إدغار راميرز على موقع روتن توميتوز (الإنجليزية)
- إدغار راميرز على موقع مونزينجر (الألمانية)
- إدغار راميرز على موقع ألو سيني (الفرنسية)
- إدغار راميرز على موقع أول موفي (الإنجليزية)
- إدغار راميرز على موقع بوكس أوفيس موجو (الإنجليزية)
- إدغار راميرز على موقع قاعدة بيانات الأفلام السويدية (السويدية)
- إدغار راميرز على موقع ديسكوغز (الإنجليزية)
- إدغار راميرز على موقع قاعدة بيانات الفيلم (الإنجليزية)
- إدغار راميرز على موقع كينوبويسك (الروسية)
- إدغار راميرز على موقع كينوبويسك (الروسية)